# Martinópolis
Martinópolis is een gemeente in de Braziliaanse deelstaat São Paulo. De gemeente telt 25.533 inwoners (schatting 2009).